# Solandra guerrerensis
Solandra guerrerensis là loài thực vật có hoa trong họ Cà. Loài này được Martinez miêu tả khoa học đầu tiên năm 1967.